# Joanna Cornelia Bingley
Joanna Cornelia Bingley, född 1785, död 1869, var en holländsk skådespelare och sångare. 
Hon var dotter till Ward Bingley (1751-1818), skådespelare och teaterregissör och teaterdirektör, och Anna Maria Wattier (1760-1814), skådespelare. Hon gifte sig 1803 med Jan Hendrik Hoedt (1779-1846), skådespelare och teaterdirektör. De fick åtta barn varav en son och tre döttrar nådde vuxen ålder. 
Omkring 1800 gjorde Johanna, omkring femton år gammal, sin debut vid Zuid-Hollandsche Tooneelisten, hennes fars teater. Hon var engagerad vid Zuid-Hollandsche Tooneelisten från 1800 till 1849. Hon räknades under 1810- och 1820-talet som en av de främsta skådespelarna i Nederländerna. Hon spelade främst huvudroller inom tragedier. Hennes kanske mest berömda roll var titelrollen i Epicharis av Nero van Legouvé. 